# Acanthophis ceramensis
Espèce
Synonymes
- Acanthophis cerastinus ceramensis Günther, 1863
- Acanthophis groenveldi Hoser, 2002
- Acanthophis macgregori Hoser, 2002

Acanthophis ceramensis est une espèce de serpents de la famille des Elapidae.

## Répartition
Cette espèce est endémique des Moluques aux Indonésie. Elle se rencontre sur Céram et les îles Tanimbar.

## Étymologie
Son nom d'espèce, composé de ceram et du suffixe latin -ensis, « qui vit dans, qui habite », lui a été donné en référence au lieu de sa découverte, Céram.

## Publication originale
- Günther, 1863 : Contribution to the herpetology of Ceram. Proceedings of the Zoological Society of London, vol. 1863, p. 58-60 (texte intégral).